# Vrouwenmarathon van Tokio 2007
De Vrouwenmarathon van Tokio 2007 vond plaats op zondag 18 november 2007. Het was de 29e editie van de Tokyo International Women's Marathon . Aan deze wedstrijd mochten alleen elite vrouwen deelnemen.
De wedstrijd werd een zege voor de Japanse Mizuki Noguchi in een parcoursrecord van 2:21.37.

## Uitslagen
| rang   | naam               | land | tijd    |
| ------ | ------------------ | ---- | ------- |
| Goud   | Mizuki Noguchi     | JPN  | 2:21.37 |
| Zilver | Salina Kosgei      | KEN  | 2:23.31 |
| Brons  | Bruna Genovese     | ITA  | 2:27.35 |
| 4      | Akemi Ozaki        | JPN  | 2:28.39 |
| 5      | Hiromi Ominami     | JPN  | 2:30.24 |
| 6      | Mika Hikichi       | JPN  | 2:34.14 |
| 7      | Yoko Shibui        | JPN  | 2:34.19 |
| 8      | Živilė Balčiūnaitė | LTU  | 2:34.29 |
| 9      | Jessica Ruthe      | NZL  | 2:39.12 |
| 10     | Eri Okubo          | JPN  | 2:40.12 |
| 11     | Emily Kimuria      | KEN  | 2:42.10 |
| 12     | Maki Inami         | JPN  | 2:44.16 |
| 13     | Yumiko Minato      | JPN  | 2:44.20 |
| 14     | Lauren Shelley     | AUS  | 2:44.41 |
| 15     | Hiroko Sho         | JPN  | 2:45.31 |
| 16     | Nozomi Iijima      | JPN  | 2:46.06 |
| 17     | Norimi Sakurai     | JPN  | 2:47.05 |
| 18     | Maiko Kawano       | JPN  | 2:48.06 |
| 19     | Takako Ito         | JPN  | 2:48.09 |
| 20     | Nana Higashi       | JPN  | 2:48.55 |
| 23     | Harumi Matsumoto   | JPN  | 2:52.09 |
| 25     | Kayo Nishikawa     | JPN  | 2:52.45 |

Tokyo International Marathon (alleen mannen)

1981 · 1982 · 1983 · 1984 · 1985 · 1986 · 1987 · 1988 · 1989 · 1990 · 1991 · 1992 · 1993 · 1994 · 1995 · 1996 · 1997 · 1998 · 1999 · 2000 · 2001 · 2002 · 2003 · 2004 · 2005 · 2006

Tokyo International Women's Marathon (alleen vrouwen)

1979 · 1980 · 1981 · 1982 · 1983 · 1984 · 1985 · 1986 · 1987 · 1988 · 1989 · 1990 · 1991 · 1992 · 1993 · 1994 · 1995 · 1996 · 1997 · 1998 · 1999 · 2000 · 2001 · 2002 · 2003 · 2004 · 2005 · 2006 · 2007 · 2008

Tokyo Marathon (beide)

2007 · 2008 · 2009 · 2010 · 2011 · 2012 · 2013 · 2014 · 2015 · 2016 · 2017 · 2018 · 2019 · 2020 · 2021 · 2022 · 2023 · 2024